# Hans Schulze
Hans Schulze (Magdeburgo, 25 agosto 1911 – Wuppertal, 26 gennaio 1992) è stato un pallanuotista tedesco, vincitore di due medaglie d'argento alle olimpiadi di Los Angeles 1932 e Berlino 1936.